# Pfarrkirche Großengersdorf
Die römisch-katholische Pfarrkirche Großengersdorf steht in der niederösterreichischen Marktgemeinde Großengersdorf im Bezirk Mistelbach. Die der Maria Himmelfahrt geweihte Kirche gehört zum Dekanat Wolkersdorf im Vikariat Unter dem Manhartsberg der Erzdiözese Wien. Sie wurde in mehreren Bauphasen errichtet und steht unter Denkmalschutz (Listeneintrag).

## Geschichte

### Pfarre
Großengersdorf war seit 1339 eine Filiale von Pillichsdorf. Weil der Pillichsdorfer Pfarrer Albertus Ott sich verehelicht hatte und protestantisch geworden war, forderten um 1550 die Engersdorfer ihre Unabhängigkeit von ihrem Pfarrherrn und eine eigene Pfarre. Dies wurde ihnen jedoch verwehrt und erst 1784, im Zuge der Josephinischen Kirchenreform, wurde Großengersdorf eine eigenständige Pfarre.

### Baugeschichte
Von der ursprünglichen Kirche ist nur mehr der wuchtige Wehrturm und das Presbyterium, vermutlich Ende des 14. Jahrhunderts /Anfang des 15. Jahrhunderts, erhalten. 1892 gründete sich ein Kirchenbaukomitee zur Erweiterung der Kirche. Ab 1897 erfolgte der Umbau nach den Plänen des Architekten Eugen Schweigl (1842–1929), bei dem das alte Langhaus abgetragen und durch ein neues, größeres ersetzt wurde. Im Zuge dieses Umbaus, der mit der Weihe am 22. Dezember 1901 abgeschlossen war, wurde auch die unter Denkmalschutz stehende Aufbahrungshalle, südwestlich der Kirche, errichtet.

## Beschreibung

### Architektur
Der zweijochige gotische Chor hat einen 5/8-Schluss, Maßwerkfenster und abgetreppte Strebepfeiler. Der Turm mit an den Ecken schräggestellten Strebepfeilern hat eine Höhe von rd. 42 m. 1894 wurde der Turmhelm abgetragen, das Mauerwerk erhöht und das neue Pyramidendach mit farbig glasierten Ziegeln gedeckt. Das neugotische Langhaus mit westseitigem Portal ist 4-jochig und dreischiffig. Die Seitenschiffe werden durch weite, gedrückte Spitzbögen mit dem Mittelschiff verbunden und haben jeweils im dritten Joch eine polygonale Kapelle angebaut.

### Ausgestaltung
Sowohl der Chor als auch das Langhaus haben ein Kreuzrippengewölbe und die Brüstung der Orgelempore ein Blendmaßwerk. Das Fresko über dem eingezogenen, spitzbogigen Triumphbogen stellt die „Himmelskönigin über Großengersdorf“ dar und wurde 1901 von Adolf Schreitter (1854–1923), Ritter von Schwarzenfeld, gemalt. Die Orgel aus 1940 mit 20 Registern stammt von Johann M. Kauffmann.